# 馬國明
馬國明（英語：Kenneth Ma Kwok Ming，1974年2月13日—），暱稱「馬明」，香港男演員及節目主持；現為無綫電視經理人合約藝員，曾四度奪得萬千星輝頒獎典禮「最受歡迎電視男角色」，於萬千星輝頒獎典禮2019獲得「最佳男主角」殊榮。
馬國明於無綫電視藝員訓練班第14期藝員訓練班畢業，由跑龍套做起，直到《衝上雲霄》獲捧為「S4」，自始漸受重視，在《律政新人王II》首度擔任第一男主角。2012年，馬國明憑《OnCall36小時》張一健（一件頭）一角在《萬千星輝頒獎典禮2012》獲得「我最喜愛的電視男角色」。他於2013年度香港演藝人協會頒獎禮獲得「電視傑出表現男演員」。2018年，馬國明再憑《降魔的》馬季（小馬）一角在《萬千星輝頒獎典禮2017》二度獲得「最受歡迎電視男角色」；同年底憑《宮心計2深宮計》的任三恕一角在《萬千星輝頒獎典禮2018》三度獲得「最受歡迎電視男角色」，馬國明其後於《萬千星輝頒獎典禮2021》四度獲得「最受歡迎電視男角色」，是「最受歡迎電視男角色」一獎自設立以來獲得次數最多和打入最後五強次數最多的保持者。
2020年，已入行多年而從未轉職其他藝人公司的馬國明，曾經多次與視帝擦身而過，最終在《萬千星輝頒獎典禮2019》中憑《白色強人》唐明一角獲得「最佳男主角」殊榮，成為「香港視帝」。其後馬國明於《萬千星輝頒獎典禮2023》及《萬千星輝頒獎典禮2024》分別憑《新聞女王》梁景仁及《飛常日誌》楊尚偉獲得「馬來西亞最喜愛TVB男主角」及「大灣區最喜愛TVB男主角」，集齊三大視帝獎項。
有「佛系藝人」之稱的馬國明，向來都沒有使用社交平台的習慣。當各大平台興起幾年之後，馬国明終於在2018年10月30日開啟自己首個微博帳號，2020年5月13日開啟自己首個Instagram帳號，6月9日首次發文。

## 生平履历

### 個人背景
馬國明是土生土长香港人；一家五口，父親是煤氣公司工程師，母親為家庭主婦，有兩個雙胞胎姊姊。就讀東區傳統名校慈幼學校及慈幼英文學校，在校時常參與校內足球活動，學業成績一般。中三畢業後隨家人移民加拿大。受到父親影響，馬國明於英屬哥倫比亞大學修讀機械工程學士，1999年舉家回流香港，他的第一份工作是在玻璃幕牆公司監督工程，九個月後辭職。
當時正值亞洲金融風暴，馬國明寄出六、七十封求職信但全部石沉大海，其中一封是給地下鐵路公司（現時的港鐵公司），最後收到一個與機械工程專業無關的回信，就是無綫電視藝員訓練班第14期藝員訓練班取錄通知。馬國明以前參加大學話劇團時培養出對演藝的興趣，所以進入該訓練班，同期同學還有吳卓羲、葉璇等人。

### 演藝事業

#### 2000年至2003年：入行初期
馬國明從無綫電視藝員訓練班第14期藝員訓練班畢業後，於無綫電視初期曾經飾演不少跑龍套角色，亦出演一些歌手的MV。直到2002年開始被安排演出戲份較多的角色，獲機會参與大型製作台慶劇《衝上雲霄》，擔任配角「高志宏（Roy）」，與陳鍵鋒、吳卓羲、黃宗澤一同被捧為「S4」，此劇在2003年底播出後讓觀眾對其留下深刻印象。

#### 2003年至2010年：人氣急升
2003年，馬國明在法律劇《律政新人王》飾演變態特殊癖好者「JoeChan」非禮的情節受到高層梁家樹關注。同年，他參演劇集《非常外父》。2004年，他被無綫電視選為雅典奧運無綫奧運六星之一，並連續在劇集《西廂奇緣》、《同撈同煲》、《本草藥王》等電視劇擔任第二名男主角。他和張家輝出演台慶劇《天涯俠醫》，並共赴廣西拍攝。2005年，他在劇集《同撈同煲》飾演「鄧鏡塵」一角，並首次獲提名角逐《萬千星輝賀台慶2005》「我最喜愛的飛躍進步男藝員」。另外，他憑劇集《人間蒸發》首次獲提名競逐《萬千星輝賀台慶2005》「最佳男配角」，並入圍最後五強。
2006年，馬國明憑劇集《本草藥王》、《女人唔易做》、《愛情全保》及《肥田囍事》獲得《萬千星輝頒獎典禮2006》「飛躍進步男藝員」獎，並憑《愛情全保》首度獲提名「最佳男主角」，自始成為無綫電視的重點力捧小生之一，其中劇集《女人唔易做》以平均33點最高43點的成績獲得全年收視第一名的佳績。2007年，他憑劇集《師奶兵團》「甘誠俊」一角獲提名角逐《萬千星輝頒獎典禮2007》「最佳男配角」，該劇以平均33點最高44點的成績獲得全年收視第一名。同年，馬國明在劇集《律政新人王II》中首度擔任第一名男主角，飾演「辛萬軍（MKSun）」一角，並憑此劇再度獲提名《萬千星輝頒獎典禮2008》「最佳男主角」，並晉身「我最喜愛的電視男角色」最後五強。其後，他在劇集《甜言蜜語》及《幕後大老爺》中繼續擔任第一名男主角，並在《2008年萬千星輝頒獎典禮》憑劇集《太極》再度獲提名角逐「最佳男配角」。
2008年，馬國明隨一眾無綫電視藝員等到湖南參加《舞動奇跡第二季》，對不諳跳舞的馬國明可算是一個挑戰，但其一路晉級到總决赛，最終取得第四名的好成績。同年，其主演的劇集《古靈精探》以平均34點最高44點的成績獲得全年收視第二名，除此之外，他與林峯、吳卓羲、陳鍵鋒遠赴雲南合演武俠劇《少年四大名捕》，亦是罕見的集齊無綫多位當家小生的代表作品。2009年，他參演台慶劇《富貴門》，飾演男主角羅嘉良的親弟，再度獲提名角逐《萬千星輝頒獎典禮2009》的「最佳男配角」，並入圍最後五強。

#### 2010年至2018年：三屆「最受歡迎電視男角色」
2010年，馬國明於民初劇《鐵馬尋橋》飾演「顧汝棠」，全劇最高收視43點。他在《萬千星輝頒獎典禮2010》再度獲提名角逐「我最喜愛的電視男角色」，並入圍最後五強，奪五強金牌，並列眾一線小生。另外，他也憑劇集《談情說案》再度獲提名角逐《萬千星輝頒獎典禮2010》「最佳男配角」。
2011年，馬國明於劇集《女拳》作出新嘗試，飾演奸角「游三水」，其後在劇集《真相》、《紫禁驚雷》及《飛虎》也是出演反派。他憑《紫禁驚雷》再度獲提名角逐《萬千星輝頒獎典禮2011》「最佳男主角」。2012年，他在醫療劇《OnCall36小時》飾演神經外科醫生「張一健（一件頭）」，演出備受讚賞，該劇收視口碑俱佳
，有關方面更計劃開拍續集，馬國明更被獲捧為年尾頒獎禮「最佳男主角」的熱門人選之一。同年，他在穿越劇《回到三國》出演穿越喜劇角色，為馬國明的一個新嘗試，該劇最高收視45點。另外，他在台慶劇《名媛望族》擔任第二名男主角，飾演「鍾啟燊（Charles）」一角。
同年，馬國明憑《OnCall36小時》在《MYAOD我的最愛頒獎典禮2012》分别奪得「我的最愛電視男主角」、「十五大我的最愛電視角色」以及「我的最愛電視螢幕情侶」（與楊怡一同獲獎），成為該頒獎禮的大贏家，並首度成為「大馬視帝」。他在《萬千星輝頒獎典禮2012》憑「張一健」一角獲得「我最喜愛的電視男角色」獎。其後在《2012年度香港演藝人協會頒獎禮》獲得「電視傑出表現男演員」。另外他在《第二十三屆壹電視大獎》連續第二年入圍「十大電視藝人」，並獲得「第二位」，比上一屆飛躍五名。
2013年，馬國明在劇集《衝上雲霄II》再度飾演風流機師「高志宏」，該劇平均收視31點，最高41點，為該年度年收視冠軍，並在《萬千星輝頒獎典禮2013》奪得「最佳劇集」獎。同年，他獲成龍欽點他以三百萬登上大銀幕，拍攝愛情喜劇片《緣來是遊戲》，扮演艷福不淺的律師，周旋於七位有份量的女演員之間。此電影為馬國明首次以主角身分拍攝電影，也是他首套正式出演的電影。
同年11月，他憑台慶劇《OnCall36小時II》的「張一健（一件頭）」一角在《萬千星輝賀台慶2013》獲選為「藝員眼中的視帝」，亦在《萬千星輝頒獎典禮2013》連續兩年憑同一角色打入「最佳男主角」最後五強。
2014年，馬國明與佘詩曼首度合作，共赴新加坡拍攝音樂微電影《愛情來的時候》新加坡篇，翌年遠赴德國拍攝第二輯《愛情來的時候II》德國篇，其後兩人第三度合作主演中港合拍劇《賭城群英會》。同年7月，他主演的劇集《寒山潛龍》在內地優酷土豆網站同步播映，合計約十億的點擊率，打入當年港劇的內地點擊前五名。
2015年，馬國明在《衝上雲霄》的電影版中，第三度飾演「高志宏」一角。此外，他和楊怡合演清裝剧《宦海奇官》播出，收視不俗，為2015年上半年TVB收視亞軍。同年11月，馬國明在台慶劇《梟雄》飾演男主角「喬傲天」的青年版，並憑此劇再度入圍《萬千星輝頒獎典禮2015》「最佳男主角」及「最受歡迎電視男角色」，並入圍「最受歡迎電視角色」最後五強，而《梟雄》亦獲得「最佳劇集」獎。
2016年，馬國明與無綫電視續約數年，繼而主演《心理追兇MindHunter》、《降魔的》、《宮心計2深宮計》等劇集，並首次拍攝廉政行動系列劇集《廉政行動2016》。除此之外，他亦首度嘗試以常任主持人的身份，與唐詩詠、梁烈唯遠赴歐洲拍攝無綫電視節目《有乜好過去camping-德國篇》，亦和楊怡飛赴成都為四川旅遊局拍攝宣傳短劇《小城大愛》，於J5頻道播出。
2017年，馬國明主演的劇集《心理追兇MindHunter》播出，該劇口碑不俗，在內地豆瓣網更有超過5000人的評分。同年，他客串劇集《使徒行者2》大結局。同年，他二度以主角身份登上大銀幕，再次北上拍攝陳勳奇導演的励志片《美麗戰爭》。同年10月，馬國明在台慶劇《降魔的》中飾演的士司機兼降魔人「馬季（小馬）」。《降魔的》在播出後備受好評，並獲得Google年度搜索第一名。馬國明獲網民稱讚演技精湛，得到包括岑傲明、葉念琛、查小欣、方以文等多位視評人盛讚。他亦憑此角獲得Yahoo!「人氣電視男角色」，也被視為《萬千星輝頒獎典禮2017》「最佳男主角」的大熱人選之一，惜最終五強止步，但二度獲得「最受歡迎電視男角色」獎。此外，馬國明在《新浪微博之星大奬2017》獲得「微博給力電視劇男主角」獎，亦獲得《觀眾在民間電視大奬2017》「民選最佳男主角」獎及《2017香港電視大獎》「男主角獎（劇集）」，被封為民間視帝。
2018年，馬國明拍攝100毛《譚仔雲南米線》廣告，在片中講譚仔話迅速成為全城熱話，在網上錄得超過200萬的點擊率。同年年中，他主演合拍古裝劇《宮心計2深宮計》，該劇成績不俗，獲得約35億的點擊和最高35.6的收視，為全年收視第三名。他憑此劇「任三恕」一角在《萬千星輝頒獎典禮2018》上連莊「最受歡迎電視男角色」獎，是其第三次獲得此獎，並成為該獎自《萬千星輝頒獎典禮2006》設立以來獲得次數最多和打入最後五強次數最多的保持者。同年，他首次拍攝邵氏劇集《飛虎之雷霆極戰》，並擔任男主角之一，是他首次接拍非TVB的電視劇。另外，有「佛系藝人」之稱的馬國明，向來都沒有使用社交平台的習慣。當各大平台興起幾年之後，馬國明終於在十月開啟自己首個微博帳號。

#### 2019年至今：首獲視帝
2019年6月，馬國明在無綫電視時裝醫療劇《白色強人》飾演心胸肺外科主管醫生兼顧問醫生「唐明」。此劇播出後大受歡迎，最高收視達32點。該劇插曲《Can You Hear》在網上點擊率超過一千萬，他更與譚嘉儀拍《Can You Hear》中文合唱版MV。同年7月，他繼2016年以二千多萬購入太古城後，又以數百萬再次置業，用作收租。2019年，馬國明再度成為《萬千星輝頒獎典禮2019》的視帝大熱之一，最終以大熱姿態獲得「最佳男主角」獎，是其入行20年的首個視帝獎項。
2020年5月，馬國明在他代表作之一《降魔的》的續集《降魔的2.0》再度飾演的士司機兼降魔人「馬季（小馬）」剧中演技大爆发，在剧里面的演的哭戏感动网民，他的演技再次备受好评。同年6月9日，他終於開設自己的Instagram帳號，在16小時內便吸引了逾4萬粉絲追蹤。同年，他在無綫電視台慶劇《使徒行者3》飾演「韋作榮／魏德禮」一角，是他繼《女拳》、《紫禁驚雷》、《飛虎》後少數的大反派角色，備受好評，獲網民稱讚演技精湛，在《萬千星輝頒獎典禮2020》再度入圍「最佳男主角」最後五強。
2021年6月，馬國明在無綫電視劇集《寶寶大過天》飾演「游在山」一角。同年10月，他在無綫電視台慶劇《星空下的仁醫》飾演小兒外科顧問醫生「況叢昕」，並憑此角在《萬千星輝頒獎典禮2021》第四度奪得「最受歡迎電視男角色」獎，成為在此界別奪獎次數最多的男藝人，同時亦再度入圍「最佳男主角」最後五強。
2022年，馬國明在無綫電視時裝醫療劇《白色強人II》再度飾演心胸肺外科主管醫生兼顧問醫生「唐明」。同年年尾，馬國明憑此劇再度入圍《萬千星輝頒獎典禮2022》「最佳男主角」最後五強及「馬來西亞最喜愛TVB男主角」最後五強。
2023年3月，馬國明在無綫電視劇集《隱形戰隊》飾演「簡曜洋」，是馬國明首部動作時裝電視劇。4月，馬國明在無綫電視法律喜劇電視劇《法言人》中飾演「金秉信」一角。11月，馬國明在無綫電視台慶劇《新聞女王》中飾演「梁景仁」一角，並憑此劇於《萬千星輝頒獎典禮2023》奪得「馬來西亞最喜愛TVB男主角」，並入圍「最佳男主角」及「大灣區最喜愛TVB男主角」最後五強，並於當晚獲頒「最佳衣著男藝人」。
2024年，馬國明憑無綫電視劇集《飛常日誌》「楊尚偉」一角於《萬千星輝頒獎典禮2024》奪得「大灣區最喜愛TVB男主角」，並入圍「最佳男主角」最後十強及「馬來西亞最喜愛TVB男主角」。

## 趣事

### 黎耀祥奪視帝時現呆樣
2012年，黎耀祥憑《大太監》第三度奪得視帝時，馬國明全程呆立當場並展現「Ｏ咀樣」，在網絡上引起熱話，從此獲得「天然呆」之稱號。

### 「馬國明」放假一天
2016年4月10日，李宗偉在馬來西亞羽球賽中奪冠，台灣《蘋果日報》發佈了一篇以〈大馬羽球賽李宗偉奪冠，馬國明放假一天〉為題的報導，雖其後證實為誤報，但因標題中的「馬國明」一詞成為網路迷因，在網絡廣泛流傳，亦出現惡搞作品，引起本人亲自「回應」放假一事。此后，每当馬來西亞有喜庆事件时，馬國明就被恶搞代表馬來西亞有假期。

### 無綫「御用醫生」
馬國明曾在多套無綫劇集飾演醫生，由入行至今曾15次飾演醫生或大夫角色。

## 感情生活
胡定欣
2009年，馬國明承認曾與無綫電視花旦胡定欣因參與《舞動奇跡》相戀兩年，於2011年和平分手，現時維持好朋友身份。
。
黃心穎
2017年，馬國明與黃心穎開始傳出緋聞，但兩人聲稱只是朋友，后於2018年慢慢默認戀情。2019年7月，馬國明暗示已與黃心穎分手，兩人表示未來將維持朋友身份。
湯洛雯
2020年6月12日，馬國明與湯洛雯被發現在紅磡拍拖，6月13日兩人夾定時間同時出post低調認愛。
2023年1月1日，兩人在社交平台宣布訂婚。2023年12月，兩人於泰國蘇梅島完婚。

## 演出作品

### 電視劇
| 名稱                 | 角色                                             |
| 無綫電視             | 無綫電視                                         |
| 1999年               | 1999年                                           |
| -------------------- | ------------------------------------------------ |
| 洗冤錄               | 皇爺                                             |
| 命轉情真             | 玉雪朋友                                         |
| 創世紀               | Stanley                                          |
| 2000年               |                                                  |
| 無業樓民             | 醫生                                             |
| 夢想成真             | 地產經紀                                         |
| 男親女愛             | Franco小強                                       |
| LovingYou我愛你      | 賓客                                             |
| 創世紀II天地有情     | Stanley                                          |
| 陀槍師姐II           | 男明星                                           |
| 大囍之家             | 連天樂朋友                                       |
| 十月初五的月光       | 祝君好同學                                       |
| 金裝四大才子         | 觀眾/唐伯虎之詩樂迷/蘇州市集街坊及書生銀庫官員乙 |
| 廟街媽兄弟           | 便衣警察                                         |
| 雷霆第一關           | 醫生                                             |
| 新鮮人               | 職員                                             |
| 妙手仁心II           | 醉漢                                             |
| 碧血劍               | 五毒教教眾                                       |
| FM701                | 唐三藏                                           |
| 2001年               |                                                  |
| FM701                | Gordon                                           |
| 七姊妹               | 小混混                                           |
| 陀槍師姐III          | 銀行職員／拆彈專家                               |
| 公私戀事多           | 張醫生                                           |
| 錦繡良緣             | 秀才                                             |
| 娛樂反斗星           | Leon                                             |
| 美麗人生             | 職員                                             |
| 封神榜               | 大夫                                             |
| 皆大歡喜             | 一陽子                                           |
| 紅衣手記             | 醫生                                             |
| 婚姻乏術             | 陳小明同事                                       |
| 轉世驚情             | 士兵                                             |
| 勇往直前             | 電視台攝影師                                     |
| 倚天屠龍記           | 義軍、店小二                                     |
| 尋秦記               | 琴清前夫                                         |
| 酒是故鄉醇           | 醫生                                             |
| 婚前昏後             | Joe                                              |
| 肥婆奶奶扭計媳       | CID                                              |
| 2002年               |                                                  |
| 皆大歡喜             | 流氓／小販／放大鏡小販／馬安山／同僚             |
| 勇探實錄             | Mark                                             |
| 無頭東宮             | 獄卒、公子、士兵                                 |
| 法網伊人             | 花花公子                                         |
| 彩色世界             | 收賬員                                           |
| 騎呢大狀             | 隨從                                             |
| 情牽百子櫃           | 記者                                             |
| 烈火雄心II           | Billy（鰂魚涌消防局隊目）                        |
| 談談情·練練武        | 警察                                             |
| 蕭十一郎             | 周志剛                                           |
| 我要Fit一Fit         | Peter                                            |
| 無考不成冤家         | 一杉大學同學                                     |
| 絕世好爸             | 黃律師                                           |
| 再生緣               | 酈明堂                                           |
| 鄭板橋               | 衙差                                             |
| 流金歲月             | 醫生                                             |
| 駁命老公追老婆       | 經理甲                                           |
| 談判專家             | 葉可人中學男友                                   |
| 七號差館             | 警察                                             |
| 2003年               |                                                  |
| 天子尋龍             | 太子府喝酒客                                     |
| 談判專家             | 特別任務連隊長                                   |
| 金牌冰人             | 大漢                                             |
| 九五至尊             | 岑日禮朋友                                       |
| 智勇新警界           | 用打火機的路人                                   |
| 點指賊賊賊捉賊       | Sam                                              |
| 繾綣仙凡間           | 王爺府侍衛                                       |
| 帝女花               | 湯寶倫隨從                                       |
| LovingYou我愛你2     | 舞蹈教練                                         |
| 驚艷一槍             | 村民                                             |
| 律政新人王           | JoeChan                                          |
| 美麗在望             | 馬少東                                           |
| 西關大少             | 李德生保鏢                                       |
| 非常外父             | 高威利                                           |
| 衝上雲霄             | 高志宏（Roy）                                    |
| 2004年               |                                                  |
| 陀槍師姐IV           | Andy                                             |
| 怪俠一枝梅           | 歐陽興                                           |
| 下一站彩虹           | 雷小龍                                           |
| 天涯俠醫             | 石醫生                                           |
| 心慌·心郁·逐個捉     | Adam                                             |
| 追魂交易             | David                                            |
| 2005年               |                                                  |
| 同撈同煲             | 鄧鏡塵                                           |
| 人間蒸發             | 官青雲                                           |
| 我師傅係黃飛鴻       | 簡堅                                             |
| 西廂奇緣             | 唐德宗                                           |
| 奪命真夫             | Vincent                                          |
| 阿旺新傳             | Jason                                            |
| 本草藥王             | 龐憲                                             |
| 2006年               |                                                  |
| 女人唔易做           | 高志力                                           |
| 愛情全保             | 郭富勤（Tim）                                    |
| 肥田囍事             | 麥家輝                                           |
| 2007年               |                                                  |
| 突圍行動             | 殷向明                                           |
| 師奶兵團             | 甘誠俊                                           |
| 律政新人王II         | 辛萬軍（MKSun）                                  |
| 2008年               |                                                  |
| 太極                 | 米豐年                                           |
| 古靈精探             | 成家雋（Hugo）                                   |
| 師奶股神             | 辛萬軍（MKSun）                                  |
| 甜言蜜語             | 梁啟言（OK仔）                                   |
| 尖子攻略             | 辛萬軍（MKSun)                                   |
| 少年四大名捕         | 鐵遊夏（鐵手／霍義）                             |
| 2009年               |                                                  |
| 幕後大老爺           | 周炳                                             |
| 蔡鍔與小鳳仙         | 余任國                                           |
| 富貴門               | 沙寶來（沙煲仔）                                 |
| 2010年               |                                                  |
| 情人眼裏高一D        | 馬國明                                           |
| 鐵馬尋橋             | 顧汝棠                                           |
| 談情說案             | 盧天恒（Gordon）                                 |
| 公主嫁到             | 丁有維                                           |
| 2011年               |                                                  |
| 女拳                 | 游三水                                           |
| 點解阿Sir係阿Sir     | Jack                                             |
| 真相                 | 江洛汶（Alex）                                   |
| 紫禁驚雷             | 愛新覺羅·福全（裕親王）                          |
| 2012年               |                                                  |
| On Call 36小時       | 張一健（一件頭）                                 |
| 飛虎                 | 杜天宇（賊王）                                   |
| 回到三國             | 司馬信（Vincent，雲信）                          |
| 名媛望族             | 鍾啟燊（Charles）                                |
| 2013年               |                                                  |
| 戀愛季節             | 朱祖安（Joe）                                    |
| 衝上雲霄II           | 高志宏（Roy）                                    |
| On Call 36小時II     | 張一健（一件頭）                                 |
| 2014年               |                                                  |
| 寒山潛龍             | 朱長勝                                           |
| 老表，你好hea！      | 視帝                                             |
| 宦海奇官             | 杜振鋒                                           |
| 2015年               |                                                  |
| 梟雄                 | 喬傲天（青年）                                   |
| 2016年               |                                                  |
| 小城大愛（J5首播）   | 梁啟緣                                           |
| 廉政行動2016         | 高永康（Roger）                                  |
| 為食神探             | 楊得基（Bill基）                                 |
| 流氓皇帝             | 朱錦春                                           |
| 2017年               |                                                  |
| 心理追兇 Mind Hunter | 鍾泰然（TY）                                     |
| 賭城群英會           | 路平安（OK仔）                                   |
| 使徒行者2            | 魏德禮                                           |
| 降魔的               | 馬季（小馬）                                     |
| 2018年               |                                                  |
| 宮心計2深宮計        | 任三恕                                           |
| 2019年               |                                                  |
| 白色強人             | 唐明（Dr.Tong）                                  |
| 2020年               |                                                  |
| 降魔的2.0            | 馬季（小馬）                                     |
| C9特工               | 高大勁（Bravo）                                  |
| 使徒行者3            | 魏德禮/韋作榮(Klein）                            |
| 2021年               |                                                  |
| 陀槍師姐2021         | 阿英                                             |
| 寶寶大過天           | 游在山                                           |
| 星空下的仁醫         | 況叢昕（Amos）                                   |
| 2022年               |                                                  |
| 白色強人II           | 唐明                                             |
| 2023年               |                                                  |
| 隱形戰隊             | 簡曜洋（Ocean）                                  |
| 法言人               | 金秉信（金師爺）                                 |
| 破毒強人             | 平安哥（客串演出）                               |
| 新聞女王             | 梁景仁（George）                                 |
| 2024年               |                                                  |
| 妳不是她             | 马明（客串演出）                                 |
| 飛常日誌             | 楊尚偉                                           |
| 逆天奇案2            | 金秉信（金師爺，客串演出）                       |
| 2025年               |                                                  |
| 奪命提示             | Tindy（客串演出）                                |
| 待播                 |                                                  |
| 巨塔之后             | 王启智                                           |
| 夫妻的博弈           | 叶家谦                                           |
| 籌備中               |                                                  |
| 新聞女王2            | 梁景仁（George）                                 |
| 邵氏兄弟             |                                                  |
| 2019年               |                                                  |
| 飛虎之雷霆極戰       | 丁浩然（丁Sir）                                  |
| 2025年               |                                                  |
| 執法者們             | 高浩然                                           |

### 微電影
| 上映時間 | 名稱                 | 角色  |
| -------- | -------------------- | ----- |
| 無綫電視 |                      |       |
| 2014年   | 愛情來的時候新加坡篇 | Oscar |
| 2016年   | 愛情來的時候2德國篇  | Oscar |

### 網絡劇
| 上映時間      | 名稱                | 角色         |
| ------------- | ------------------- | ------------ |
| bigbigchannel |                     |              |
| 2017年        | 降魔的番外篇-首部曲 | 馬季（小馬） |

### 電視電影
| 上映年份 | 名稱       | 角色          |
| -------- | ---------- | ------------- |
| 2003年   | 熱血狙擊   | 特警隊員Brian |
| 2004年   | 冥約       |               |
| 2004年   | 伴我驕陽   | 旁聽學生      |
| 2004年   | 親密殺機   | 警員          |
| 2004年   | 親子大綁架 | Peter         |

### 電影
| 上映年份 | 名稱       | 角色   |
| -------- | ---------- | ------ |
| 2014年   | 緣來是遊戲 | 畢守信 |
| 2015年   | 衝上雲霄   | 高志宏 |
| 2019年   | 美麗戰爭   | 程宗翰 |

### 短劇
| 名稱           | 角色           | 備注及來源 |
| -------------- | -------------- | ---------- |
| 我的“衛”食女友 | 子健           |            |
| 職安健知多啲   | 阿健（大學生） |            |
| OnCallVOLVO    | 馬醫生         |            |
| 熱點女王       | 唐總監         |            |

### 音樂錄像
- 梁漢文《太太.太太》（1999年）
- 陳曉東《從心愛你》（1999年）
- 張國榮《路過蜻蜓》（2000年）
- 黃子華《小小強》（2000年）
- 許志安《昨遲人》（2001年）
- 車婉婉《不必剎掣》（2001年）
- 楊千嬅《楊千嬅》（2002年）
- 李蘢怡《夜遊杜拜》（2002年）
- 方皓玟《戀上痛苦》（2002年）
- 陳曉東《娛樂無窮》（2002年）
- 陳奕迅《少見不怪》（2002年）
- 許志安《安哥之歌》（2003年）
- 盧巧音《命犯桃花》（2003年）
- 吳日言《說中了》（2005年）
- 郭芯其《冰點》（2006年）

### 其他演出
- 2009年：大城小聚（多倫多新時代電視，嘉賓）
- 2009年：多倫多華裔小姐競選（特別表演嘉賓）
- 2011年：紐約華裔小姐（特別表演嘉賓）
- 2013年：名媛望族馬來西亞雲頂演唱會（演出嘉賓）
- 2015年：“最愛HK”香港TVB群星新加坡演唱會（六大主唱之一）
- 2015年：2015澳洲TVB嘉年華（演出嘉賓）
- 2015年：SCTV-TVB強強聯手締造越南電視新境界（演出嘉賓）
- 2016年：2016新加坡TVB嘉年華（演出嘉賓）

### 主持節目
- 2007年：廣州番禺長隆旅遊：戲王群英會(嘉賓主持)
- 2015年：學是學非（第二輯）(嘉賓主持)、Do姐去Shopping(第11-15集主持)
- 2016年：有乜好過去camping-德國篇
- 2017年：Do姐再Shopping(嘉賓主持)、使徒行者臥底遊戲(嘉賓主持)
- 2018年：降魔的捉妖遊戲(嘉賓主持)

## 歌曲作品
| 發表年份 | 歌名           | 作品名稱         | 性質   |
| -------- | -------------- | ---------------- | ------ |
| 2004年   | 遇強遇勇       | 雅典奧運         | 主題曲 |
| 2005年   | 沙煲兄弟闖情關 | 《同撈同煲》     | 主題曲 |
| 2007年   | 選擇我         | 《律政新人王II》 | 主題曲 |
| 2008年   | 風暴           | 《少年四大名捕》 | 主題曲 |
| 2009年   | 幕後人         | 《幕後大老爺》   | 主題曲 |
| 2016年   | 心暖           | 《流氓皇帝》     | 片尾曲 |
| 2019年   | 願留住你       | 《白色強人》     | 插曲   |
| 2023年   | 友情歲月       | 《法言人》       | 插曲   |

## 派台歌曲成績
| 唱片       | 歌曲            | 903    | RTHK   | 997    | TVB    | 備注                                          |
| 2014年     | 2014年          | 2014年 | 2014年 | 2014年 | 2014年 | 2014年                                        |
| ---------- | --------------- | ------ | ------ | ------ | ------ | --------------------------------------------- |
|            | WeAreTheOnlyOne | ×      | ×      | ×      | 1      | 《TVB2014FIFA巴西世界盃》主題曲 與TVB群星合唱 |
| 2019年     |                 |        |        |        |        |                                               |
| CanYouHear | 願留住你        | -      | 4      | -      | 2      | 《CanYouHear》廣東版 與譚嘉儀合唱             |

## 拍攝月曆合作對象名冊
- 2004年11月合作拍攝：黎諾懿、胡定欣、陳鍵鋒、唐寧、黃宗澤
- 2005年7月合作拍攝：林文龍、葉璇
- 2006年9、10月合作拍攝：陳豪、蒙嘉慧、楊秀惠、鄭健樂、楊怡、馬浚偉、陳山聰、黃長興
- 2007年3月合作拍攝：陳錦鴻、鍾嘉欣、李詩韻
- 2008年3月合作拍攝：林文龍、蒙嘉慧、黎諾懿、金剛
- 2009年5月合作拍攝：蒙嘉慧、楊思琦、黎諾懿、李詩韻
- 2013年4月合作拍攝：吳卓羲、羅仲謙、蕭正楠、黎諾懿、王浩信、陳智燊、七仙羽、蘇民峰
- 2014年12月合作拍攝：郭少芸、馬德鐘、姚子羚、郭羨妮、江美儀、蘇玉華、林夏薇、七仙羽、蘇民峰
- 2015年3月合作拍攝：黃智雯、袁偉豪、謝東閔、七仙羽、蘇民峰
- 2016年封面合作拍攝：佘詩曼、萬綺雯、王浩信、黃智雯、七仙羽、蘇民峰等
- 2017年10月合作拍攝：馬浚偉、蕭正楠、胡定欣、劉心悠、陳煒、七仙羽、蘇民峰
- 2018年封面合作拍攝：蕭正楠、胡定欣、黃智雯、七仙羽、蘇民峰等

## 曾擔任大使
- 2012年：「無煙大使」

## 獎項及提名
為確保關聯性，本條目只列出馬國明出道至今的個人獎項。

### 萬千星輝頒獎典禮
| 年份   | 獎項                           | 作品                                  | 角色             | 結果     |
| ------ | ------------------------------ | ------------------------------------- | ---------------- | -------- |
| 2003年 | 本年度我最喜愛的飛躍進步男藝員 | 非常外父                              | 高威利           | 提名     |
| 2004年 | 本年度我最喜愛的飛躍進步男藝員 | 下一站彩虹                            | 雷小龍           | 提名     |
| 2005年 | 最佳男配角                     | 人間蒸發                              | 官青雲           | 最後五強 |
| 2005年 | 最佳男主角                     | 同撈同煲                              | 鄧鏡塵           | 提名     |
| 2005年 | 飛躍進步男藝員                 | 同撈同煲                              | 鄧鏡塵           | 最後五強 |
| 2006年 | 最佳男主角                     | 愛情全保                              | 郭富勤           | 提名     |
| 2006年 | 飛躍進步男藝員                 | 愛情全保 女人唔易做 本草藥王 肥田囍事 | 不適用           | 獲獎     |
| 2007年 | 最佳男配角                     | 師奶兵團                              | 甘誠俊           | 提名     |
| 2008年 | 最佳男主角                     | 律政新人王II                          | 辛萬軍           | 提名     |
| 2008年 | 我最喜愛的電視男角色           | 律政新人王II                          | 辛萬軍           | 最後五強 |
| 2008年 | 最佳男配角                     | 太極                                  | 米豐年           | 提名     |
| 2009年 | 我最喜愛的電視男角色           | 幕後大老爺                            | 周炳             | 提名     |
| 2009年 | 最佳男配角                     | 富貴門                                | 沙寶來           | 最後五強 |
| 2010年 | 我最喜愛的電視男角色           | 鐵馬尋橋                              | 顧汝棠           | 最後五強 |
| 2010年 | 最佳男配角                     | 談情說案                              | 盧天恒           | 提名     |
| 2011年 | 最佳男主角                     | 紫禁驚雷                              | 裕親王           | 提名     |
| 2012年 | 最佳男主角                     | OnCall36小時                          | 張一健           | 最後五強 |
| 2012年 | 我最喜愛的電視男角色           | OnCall36小時                          | 張一健           | 獲獎     |
| 2013年 | 最佳男主角                     | OnCall36小時II                        | 張一健           | 最後五強 |
| 2013年 | 最受歡迎電視男角色             | OnCall36小時II                        | 張一健           | 最後五強 |
| 2013年 | 最佳男配角                     | 衝上雲霄II                            | 高志宏           | 提名     |
| 2014年 | 最佳男主角                     | 寒山潛龍                              | 朱長勝           | 提名     |
| 2014年 | 最受歡迎電視男角色             | 寒山潛龍                              | 朱長勝           | 提名     |
| 2015年 | 最佳男主角                     | 梟雄                                  | 喬傲天（青年）   | 提名     |
| 2015年 | 最受歡迎電視男角色             | 梟雄                                  | 喬傲天（青年）   | 最後五強 |
| 2016年 | 最佳男主角                     | 為食神探                              | 楊得基           | 提名     |
| 2017年 | 最佳男主角                     | 降魔的                                | 馬季             | 最後五強 |
| 2017年 | 最受歡迎電視男角色             | 降魔的                                | 馬季             | 獲獎     |
| 2017年 | 最受歡迎電視拍檔               | 降魔的                                | 與胡鴻鈞         | 提名     |
| 2017年 | 最佳節目主持                   | Do姐再Shopping                        | 不適用           | 獲獎     |
| 2017年 | 最受歡迎劇集歌曲               | 心暖（與周麗淇合唱）                  | 不適用           | 提名     |
| 2018年 | 最佳男主角                     | 宮心計2深宮計                         | 任三恕           | 最後五強 |
| 2018年 | 最受歡迎電視男角色             | 宮心計2深宮計                         | 任三恕           | 獲獎     |
| 2019年 | 最佳男主角                     | 白色強人                              | 唐明             | 獲獎     |
| 2019年 | 最受歡迎電視男角色             | 白色強人                              | 唐明             | 最後五強 |
| 2019年 | 最受歡迎電視拍檔               | 白色強人                              | 與郭晉安         | 提名     |
| 2020年 | 最佳男主角                     | 使徒行者3                             | 韦作荣/魏德礼    | 最後五強 |
| 2020年 | 最受歡迎電視男角色             | 使徒行者3                             | 韦作荣/魏德礼    | 提名     |
| 2020年 | 马来西亚最喜爱TVB男主角        | 使徒行者3                             | 韦作荣/魏德礼    | 提名     |
| 2020年 | 最受欢迎电视拍档               | 降魔的2.0                             | 與胡鴻鈞         | 提名     |
| 2021年 | 最佳男主角                     | 寶寶大過天                            | 游在山           | 提名     |
| 2021年 | 最佳男主角                     | 星空下的仁醫                          | 況叢昕           | 最後五強 |
| 2021年 | 最受歡迎電視男角色             | 寶寶大過天                            | 游在山           | 提名     |
| 2021年 | 最受歡迎電視男角色             | 星空下的仁醫                          | 況叢昕           | 獲獎     |
| 2021年 | 馬來西亞最喜愛TVB男主角        | 寶寶大過天                            | 游在山           | 提名     |
| 2021年 | 馬來西亞最喜愛TVB男主角        | 星空下的仁醫                          | 況叢昕           | 提名     |
| 2021年 | 最受歡迎電視拍檔               | 寶寶大過天                            | 與岑麗香         | 提名     |
| 2021年 | 最受歡迎電視拍檔               | 星空下的仁醫                          | 與周家怡         | 提名     |
| 2022年 | 最佳男主角                     | 白色強人II                            | 唐明             | 最後五強 |
| 2022年 | 最受歡迎電視男角色             | 白色強人II                            | 唐明             | 最後十強 |
| 2022年 | 馬來西亞最喜愛TVB男主角        | 白色強人II                            | 唐明             | 最後五強 |
| 2022年 | 最受歡迎電視拍檔               | 白色強人II                            | 與胡定欣、唐詩詠 | 提名     |
| 2023年 | 最佳男主角                     | 隱形戰隊                              | 簡曜洋           | 提名     |
| 2023年 | 最佳男主角                     | 法言人                                | 金秉信           | 提名     |
| 2023年 | 最佳男主角                     | 新聞女王                              | 梁景仁           | 最後五強 |
| 2023年 | 大灣區最喜愛TVB男主角          | 新聞女王                              | 梁景仁           | 最後五強 |
| 2023年 | 馬來西亞最喜愛TVB男主角        | 新聞女王                              | 梁景仁           | 獲獎     |
| 2023年 | 馬來西亞最喜愛TVB男主角        | 法言人                                | 金秉信           | 提名     |
| 2023年 | 最佳衣著男藝人獎               | 不適用                                | 不適用           | 獲獎     |
| 2024年 | 最佳男主角                     | 飛常日誌                              | 楊尚偉           | 最後十強 |
| 2024年 | 大灣區最喜愛TVB男主角          | 飛常日誌                              | 楊尚偉           | 獲獎     |
| 2024年 | 馬來西亞最喜愛TVB男主角        | 飛常日誌                              | 楊尚偉           | 提名     |

### TVB馬來西亞星光薈萃頒獎典禮
前身：

現名：
| 年份   | 典禮                            | 獎項                   | 作品               | 角色   | 結果     |
| ------ | ------------------------------- | ---------------------- | ------------------ | ------ | -------- |
| 2010年 | MYAOD我的最愛頒獎典禮2010       | 我的最愛電視男主角     | 鐵馬尋橋           | 顧汝棠 | 提名     |
| 2010年 | MYAOD我的最愛頒獎典禮2010       | 十五大我的最愛電視角色 | 鐵馬尋橋           | 顧汝棠 | 獲獎     |
| 2011年 | MYAOD我的最愛頒獎典禮2011       | 我的最愛十五大電視角色 | 紫禁驚雷           | 裕親王 | 獲獎     |
| 2012年 | MYAOD我的最愛頒獎典禮2012       | 我的最愛電視男主角     | OnCall36小時       | 張一健 | 獲獎     |
| 2012年 | MYAOD我的最愛頒獎典禮2012       | 我的最愛十五大電視角色 | OnCall36小時       | 張一健 | 獲獎     |
| 2012年 | MYAOD我的最愛頒獎典禮2012       | 我的最愛電視熒幕情侶   | OnCall36小時       | 與楊怡 | 獲獎     |
| 2013年 | TVB馬來西亞星光薈萃頒獎典禮2013 | 最喜愛TVB男主角        | OnCall36小時II     | 張一健 | 最後三強 |
| 2013年 | TVB馬來西亞星光薈萃頒獎典禮2013 | 最喜愛TVB電視角色      | OnCall36小時II     | 張一健 | 獲獎     |
| 2013年 | TVB馬來西亞星光薈萃頒獎典禮2013 | 最喜愛TVB熒幕情侶      | OnCall36小時II     | 與楊怡 | 獲獎     |
| 2014年 | TVB馬來西亞星光薈萃頒獎典禮2014 | 最喜愛TVB男主角        | 寒山潛龍           | 朱長勝 | 提名     |
| 2014年 | TVB馬來西亞星光薈萃頒獎典禮2014 | 最喜愛TVB電視角色      | 寒山潛龍           | 朱長勝 | 獲獎     |
| 2016年 | TVB馬來西亞星光薈萃頒獎典禮2016 | 最喜愛TVB男主角        | 為食神探           | 楊得基 | 提名     |
| 2016年 | TVB馬來西亞星光薈萃頒獎典禮2016 | 最喜愛TVB電視角色      | 為食神探           | 楊得基 | 提名     |
| 2017年 | TVB馬來西亞星光薈萃頒獎典禮2017 | 最喜愛TVB男主角        | 心理追兇MindHunter | 鍾泰然 | 提名     |
| 2017年 | TVB馬來西亞星光薈萃頒獎典禮2017 | 最喜愛TVB電視角色      | 心理追兇MindHunter | 鍾泰然 | 提名     |

### 星和無綫電視大獎
| 年份   | 獎項                    | 作品               | 角色           | 結果 |
| ------ | ----------------------- | ------------------ | -------------- | ---- |
| 2012年 | 我最喜愛TVB電視男角色獎 | OnCall36小時       | 張一健         | 獲獎 |
| 2013年 | 我最喜愛TVB電視男角色獎 | 回到三國           | 司馬信         | 獲獎 |
| 2014年 | 我最喜愛TVB電視男角色獎 | 寒山潛龍           | 朱長勝         | 獲獎 |
| 2015年 | 我最喜愛TVB電視男角色獎 | 宦海奇官           | 杜振鋒         | 獲獎 |
| 2016年 | 我最喜愛TVB電視男角色獎 | 梟雄               | 喬傲天（青年） | 獲獎 |
| 2017年 | 我最愛TVB男主角         | 心理追兇MindHunter | 鍾泰然         | 提名 |
| 2017年 | 我最喜愛TVB電視男角色獎 | 心理追兇MindHunter | 鍾泰然         | 獲獎 |
| 2017年 | 我最愛TVB熒幕情侶       | 賭城群英會         | 與佘詩曼       | 提名 |

### TVB獎項
| 年份   | 獎項                                                            | 結果     |
| ------ | --------------------------------------------------------------- | -------- |
| 2009年 | 無線電視台十年長期服務員工獎                                    | 獲獎     |
| 2013年 | 萬千星輝賀台慶2013「藝員眼中的視帝」-《OnCall36小時II》         | 獲獎     |
| 2018年 | 萬千星輝賀台慶2018「新加坡最喜愛TVB男主角」-《宮心計2深宮計》   | 最後三強 |
| 2018年 | 萬千星輝賀台慶2018「馬來西亞最喜愛TVB男主角」-《宮心計2深宮計》 | 提名     |
| 2019年 | 星和璀璨星光夜「最佳TVB男藝人」-《白色強人》                    | 獲獎     |

### 壹電視大獎
| 年份   | 獎項                                         | 結果 |
| ------ | -------------------------------------------- | ---- |
| 2007年 | 入型入格藝人大獎                             | 獲獎 |
| 2008年 | 十大電視藝人                                 | 提名 |
| 2008年 | Men'sSkinCentrebyBella肌膚飛躍進步男藝人大獎 | 提名 |
| 2009年 | 全方位自信男藝人大獎                         | 獲獎 |
| 2009年 | 十大電視藝人                                 | 提名 |
| 2010年 | 肌膚躍進大獎                                 | 獲獎 |
| 2010年 | 十大電視藝人                                 | 提名 |
| 2011年 | 十大電視藝人                                 | 提名 |
| 2012年 | 「十大電視藝人」第七位                       | 獲獎 |
| 2013年 | GlamSmile最佳笑容藝人大獎                    | 提名 |
| 2013年 | 「十大電視藝人」第二位                       | 獲獎 |

### YAHOO!搜尋人氣大獎
| 年份   | 獎項                          | 結果    |
| ------ | ----------------------------- | ------- |
| 2017年 | 人氣電視男角色-《降魔的》馬季 | 獲獎    |
| 2020年 | 「電視男藝人」                | 獲獎    |
| 2022年 | 熱搜本地男女藝人或組合        | 頭100位 |
| 2022年 | 人氣票王15強                  | 15強    |

### 觀眾在民間電視大獎
| 年份   | 獎項                     | 作品           | 角色             | 結果       |
| ------ | ------------------------ | -------------- | ---------------- | ---------- |
| 2017年 | 民選最佳男主角           | 降魔的         | 馬季             | 獲獎       |
| 2017年 | 民選最佳戲劇拍檔         | 降魔的         | 與胡鴻鈞         | 獲獎       |
| 2017年 | 民選最佳資訊綜藝節目主持 | Do姐再Shopping | 不適用           | 獲獎       |
| 2018年 | 民選最佳男主角           | 宮心計2深宮計  | 任三恕           | 得票第四名 |
| 2019年 | 民選最佳男主角           | 白色強人       | 唐明             | 得票第二名 |
| 2021年 | 民選最佳男主角           | 星空下的仁醫   | 況叢昕           | 得票第五名 |
| 2021年 | 民選最佳戲劇拍檔         | 星空下的仁醫   | 與鄭嘉穎、鍾嘉欣 | 得票第六名 |
| 2021年 | 民選最佳戲劇拍檔         | 星空下的仁醫   | 與周家怡         | 提名       |

### 其他獎項
| 年份   | 頒獎典禮/機構          | 獎項                                        | 結果 |
| ------ | ---------------------- | ------------------------------------------- | ---- |
| 2012年 | 香港演藝人協會頒獎禮   | 電視傑出表現男演員                          | 獲獎 |
| 2013年 | 上海風尚BA大選頒獎盛典 | 2012「風尚公益之星」                        | 獲獎 |
| 2017年 | 香港電視大獎2017       | 男主角獎（劇集）-《降魔的》馬季             | 獲獎 |
| 2017年 | 新浪微博之星大奬2017   | 微博給力電視劇男主角-《降魔的》馬季         | 獲獎 |
| 2022年 | 亞洲學院創意獎         | 最佳男主角（香港區）-《星空下的仁醫》況叢昕 | 獲獎 |

## 外部連結
- 馬國明的TVBblog（页面存档备份，存于）
- 馬國明的Instagram帳戶
- 馬國明官方國際影迷會論壇
- 馬國明的新浪微博
- 馬國明的小紅書帳戶